# Uliodon marmoreus
Uliodon marmoreus är en spindelart som först beskrevs av Henry Roughton Hogg 1896.  Uliodon marmoreus ingår i släktet Uliodon och familjen Zoropsidae. Inga underarter finns listade i Catalogue of Life.